# Jean Wahl
Jean André Wahl, nascut el 25 de maig 1888 a Marsella i mort el 19 de juny 1974 a París, és un filòsof francès. Va ser professor a la Sorbonne de 1936 a 1967, excepte durant la Segona Guerra mundial. Es va refugiar als Estats Units de 1941 a 1945 (on va ensenyar), havent-hi estat pres en tant que jueu al camp de concentració de Drancy, d'on es va escapar.

## Vida i obra
Antic alumne de l'Escola Normal Superior (promoció 1907), rebut el primer al concurs d'agregació de filosofia l'any 1910 i pensionista de la Fundació Thiers abans la guerra de 1914. Va començar la seva carrera en tant que deixeble d'Henri Bergson. Pioner en l'àmbit dels estudis americans, publica l'any 1920 la seva tesi sobre les filosofies pluralistes d'Anglaterra i d'Amèrica, a la qual analitza en detall el pluralisme de William James, a una reflexió que es perllongarà, mitjançant una altra reflexió, sobre la idea d'unitat aquesta vegada, en el seu estudi sobre el Parménide de Platon. Als anys 1930, just abans que se celebrés les conferències de Alexandre Kojève, va introduir una nova lectura del pensament hegelià a França, a partir del motiu de la "consciència desgraciada". Va ser també un gran defensor del pensament de Kierkegaard. Aquests interessos per al pensament kierkegaardià, els exposen en els seus dos llibres La Desgràcia de la consciència a la filosofia de Hegel (1929) i els Estudis kierkegaardiennes (1938) que van ser molt controvertits, donat el clima del pensament dominant de l'època. Va influir un cert nombre d'importants pensadors, tal com Emmanuel Levinas, Jean-Paul Sartre, Gilles Deleuze i Rachel Bespaloff. Va ser l'amic sobretot de Vladimir Jankélévitch. És tradicionalment reconegut com un filòsof del pensament no sistemàtic, i afavorint la innovació i el concret. Té també una obra poètica (va publicar a la revista Fontaine de Max-Pol Fouchet durant la guerra) i publicà articles sobre Pierre Jean Jouve dels quals fou amic.
En el moment del seu exili als Estats Units, durant la segona Guerra Mundial, Wahl va fundar l'Escola Lliure dels elevats estudis a Nova York, amb l'ajuda de Gustave Cohen i de la Fundació Rockefeller. Més tard, a la universitat de Mount Holyoke on hi havia una plaça, va posar en marxa les Dècades de Mount Holyoke, conegudes també sota el nom de Pontigny-a-Amèrica, trobades que prenien com a model a aquelles organitzades per Paul Desjardins entre 1910 i 1939 al lloc de l'abadia cistercensca de Pontigny a Borgonya. Aquests trobades fructoses van reagrupar un numero d'intel·lectuals francesos en l'exili com la mateixa Rachel Bespaloff i també dels americans tal com Marianne Moore, Wallace Stevens i Roger Sessions. Wahl ha traduït un numero de poemes de Stevens en francès.
En gener 1947 fundà el Col·legi filosòfic i a partir de 1950, dirigeix la Revista de métaphysique i de moral. Publica així a l'any 1956 Cap al fi de la ontologia, qüestió d'un seminari anual comentant en el curs de 1935 de Heidegger, Introducció a la metafísica. Serà president de la Societat francesa de filosofia després de la mort de Gaston Berger.

## Obres
- Les Filosofies pluralistes d'Anglaterra i d'Amèrica, 1920 ;
  - rééd. préface de Thibaud Trochu, Els Empêcheurs de pensar en rodó, 2005.
- Del paper de la idea d'instant a la filosofia de Descartes, 1920 ;
  - rééd. amb una préface de Frédéric Worms, Descartes & Co, 1994.
- La Desgràcia de la consciència a la filosofia de Hegel, 1929.
- Estudi sobre el Parménide de Platon, París, Rieder, 1930.
- Cap al concret, Vrin, 1932 ;
- Conèixer sense Conèixer, París, GLM, 1938.

- Estudis kierkegaardiennes, 1938 ;
  - rééd. Hachette, 1998
- Els Problemes platoniciens : La República, Euthydème, Cratyle, París, CDU, 3 fasc., 1938-1939.
- Existència humana i transcendència, Neufchâtel, La Baconnière, 1944.
- Poemes, Montreal, L'Arbre, 1945.
- Quadre de la filosofia francesa, Gallimard, 1946.
- Introducció al pensament de Heidegger, Corro en Sorbonne, 1946 ;
  - rééd. El Llibre de Butxaca, 1998.
- Petita història de la existentialisme, París, L'Arc, 1947.
- Poesia, pensada, percepció, París, Calman-Levy, 1948.
- Jules Lequier, La Baconnière, 1948.
- El Pensament de l'existència, París, Flammarion, Biblioteca de filosofia científica, 1951.
- Tractat de Métaphysique, 1953.
- L'estructura del món real segons N. Hartmann, París: Centre de documentació universitària, 1953. (Tribunals de la Sorbonne ensenyat l'any 1952).
- La teoria de les categories fonamentals a Nicolai Hartmann, París: Centre de documentació universitària, 1954. (Tribunals de la Sorbonne ensenyat l'any 1953).
- La Filosofia de l'existència, 1954.
- Els aspectes qualitatius del real. I. Introducció, la filosofia de l'existència; II. Començament d'un estudi sobre Husserl; III. La filosofia de la naturalesa de N. Hartmann, París: Centre de documentació universitària 1955. (Tribunals de la Sorbonne ensenyat l'any 1954).
- Cap al fi del ontologie, 1956.
- L'Experiència métaphysique, 1964.
- Curs sobre el athéisme il·luminat de Dom Deschamps, 1967.
- Esbós per a una història de « la existentialisme », L'arc, 2002.
- Cartes a Paul Tuffrau (1907-1960), La Harmattan, 2018.